# Albert Parisis
Pour les articles homonymes, voir Parisis.
Albert Marie Joseph Mathieu Parisis est un homme politique belge né à Verviers le 5 octobre 1910 et mort le 10 juin 1992.
Docteur en droit et avocat à Verviers, il fut député du PSC et président de ce parti de 1965 à 1968. Il fut Ministre de la Culture française de 1968 à 1972.